# 대폭발 핵합성
대폭발 핵합성(大爆發核合成, 영어: Big Bang nucleosynthesis) 또는 원시 핵합성(原始核合成, 영어: primordial nucleosynthesis)은 대폭발이라는 우주의 초기 탄생 과정 동안 수소-1 이외의 원자핵이 생성되던 과정을 일컫는다. 대폭발 핵합성은 수소의 동위원소인 중수소, 헬륨 동위원소인 헬륨-3, 헬륨-4, 그리고 리튬의 동위원소인 리튬-6, 리튬-7이 생성된 이유로 지목받고 있다.

## 대폭발 핵합성의 특징
대폭발 핵합성에는 두가지 중요한 특징이 있다.
- 대폭발 핵합성은 단지 17분가량 지속하였다. 그 후에는, 우주의 온도 및 밀도가 핵융합에 필요한 수준 이하로 떨어지게 되었다. 대폭발 핵합성이 짧은 시간 발생했다는 사실은 중요한데, 중수소같은 가벼운 원소를 유지시켜주었으며, 또한 베릴륨 보다 무거운 원소를 형성하지 못하도록 한 것이다.
- 대폭발 핵합성은 전체 우주를 가로지를 정도로 널리 일어났었다.

대폭발 핵합성의 효과를 계산하기 위한 주요한 인자는 중입자 당 광자의 수이다. 이 인자는 초기 우주의 온도 및 밀도에 해당하며, 핵융합이 일어나는 초기상태를 가늠하게 해준다. 이 값으로부터, 각 원소의 존재 정도를 결정할 수 있다. 비록 중입자 당 광자 비율이 원소의 존재 비율을 정확하게 결정하는 데 있어 중요하지만, 광자 수가 변한다고 해서 원소 비율이 크게 차이가 나게 되는 것은 아니다. 대폭발 이론 그 자체에 큰 변화가 없다면, 대폭발 핵합성은 25%의 헬륨-4, 1%의 중수소, 아주 약간의 리튬 및 베릴륨을 생성한 것으로 생각되며, 그 외의 다른 무거운 원소는 생성하지 못한 것으로 알려져 있다. 우주의 관측 결과가 이러한 수치와 일치한다는 사실은 대폭발 이론에 강력한 확신을 더해주고 있다.

## 대폭발 핵합성의 과정
대폭발은 {\displaystyle 10^{-43}}초라는 짧은 시간에 발생하며 그 때 온도는 {\displaystyle 10^{32}}℃로 아주 높지만 급격히 냉각되어 1분 정도 되었을때는 10억℃까지 우주가 충분히 식어서 안정된 양성자 및 중성자를 형성하게 되며 대폭발 핵합성이 일어나게 된다. 이 순간의 온도는 단순한 열역학적인 계산을 통해 알 수 있으며, 이 시기의 온도로부터 양성자 및 중성자의 비율을 알아낼 수 있다. 이 시기에는 양성자의 수가 보다 많았는데, 이는 상대적으로 무거운 중성자는 15분이라는 반감기로 양성자로 자발적인 붕괴를 하기 때문이다. 대폭발 핵합성의 한 특징은 그 정도의 에너지에서 물질을 지배하는 물리학 법칙 및 상수가 매우 잘 알려져 있다는 것이며, 대폭발 핵합성을 설명하기 위해서는 일반적으로 초기 우주를 결정짓는 추측이나 불명확성이 별로 필요없다는 것이다. 다른 특징은 핵합성이라는 과정이 초기 조건에 의해서만 결정된다는 것이며, 이전에 무엇이 일어났든 상관이 없다는 것이다.
우주가 팽창하자 식게 되었다. 자유 중성자 및 양성자는 헬륨 원자핵에 비해 불안정하였으며, 이러한 이유로 양성자 및 중성자는 헬륨-4를 형성하려는 경향이 강하였다. 하지만, 헬륨-4를 형성하기 위해서는 중수소를 형성하는 중간 과정을 거쳐야 한다. 핵합성이 일어나던 시기의 온도는 매우 높아서 입자의 평균 에너지가 중수소의 결합 에너지 이상이었다. 그러므로 중수소는 형성되자 마자 그 즉시 파괴되는 편이었다.(이러한 상황을 중수소 병목현상이라고 한다.) 그러므로 헬륨-4의 형성은 우주가 충분히 식어서 중수소를 안정적으로 형성할 수 있을 정도( T = 0.1 MeV)가 되어서야 시작되었으며, 그 때가 바로 갑작스럽게 원소 형성이 일어나기 시작한 때이다. 이후 잠깐, 즉 대폭발 후 3 분이 되자, 우주는 핵융합이 일어나지 않을 정도로 식었다. 이 시점에서 원소의 비율은 고정되었으며, 단지 대폭발 핵합성으로 형성된 방사선 동위원소(예를 들어 삼중수소)의 붕괴로 인한 약간의 변화만이 있을 뿐이었다.

### 대폭발 핵합성 이론의 첫 주장
대폭발 핵합성 이론에 대한 기초가 처음으로 마련되는 데에는, 1940년에 랄프 알퍼와 게오르기 안토노비치 가모프의 계산에 의한 연구 결과가 그 시초가 되었다. 1970년대에 대폭발 핵합성 이론에 의해 계산된 중입자의 밀도가 우주의 팽창율에 근거하여 관측된 우주의 질량에 비해 너무 낮다는 문제가 제기되었다. 이 문제는 암흑 물질의 존재를 가정하는 것에 의해 많은 부분이 해소되었다.

### 무거운 원소
대폭발 핵합성은 베릴륨보다 무거운 원소는 생성하지 않았다. 8개의 핵자를 지닌 원자핵 가운데 안정된 것이 없으며, 또한 이중 알파 과정은 에너지를 방출하는 것이 아니라 흡수해야 일어날 수 있는 현상이기 때문이다. 하지만 초창기 우주는 급격히 팽창했으므로 밀도가 급격히 낮아져 흡열 융합 반응을 일으키기 부적절했다. 이 병목 현상으로 말미암아 핵합성은 그 이상 무거운 원소를 생성하지 못 한 것이다. 반면 항성 핵합성에서는 이 병목 현상을 세 개의 헬륨-4 원자핵의 충돌(삼중 알파 과정)로서 벗어나게 된다. 하지만 삼중 알파 과정을 통해 상당한 양의 헬륨을 탄소로 변화시키기 위해서는 수천년 이상이 소모되므로, 대폭발 이후 몇 분 동안에는 헬륨을 그다지 많이 변화시킬 수 없었다.

### 헬륨-4
대폭발 핵합성은 25%의 헬륨-4를 생성하였으며, 이 수치는 우주의 초기 조건에 별 상관 없이 유지된다. 이러한 이유는 헬륨-4는 매우 안정하기 때문이며, 다시 말해, 거의 모든 중성자는 양성자와 결합하여 헬륨-4를 이루었다는 것이다. 또한 헬륨-4는 합성을 통해 다른 안정된 원자로 변할 수 없으며, 이러한 이유로 일단 헬륨-4가 형성되면, 이것은 계속 헬륨-4로 남아 있다는 것이다.
우주에 헬륨-4가 많이 존재한다는 것 역시 중요한데, 이는 항성 핵합성으로 설명되는 것 이상으로 훨씬 많은 헬륨-4가 우주에 존재한다는 것이다. 그러므로, 이는 대폭발 이론의 중요한 근거로 작용한다. 만약 관측된 헬륨의 양이 25%와 큰 차이를 보였다면, 대폭발 이론은 크게 위협받았을 것이다. 1990년대 중반 몇 년간 이러한 일이 있었는데, 관측 결과가 25%와 차이를 보였으며, 천문학자들 사이에는 대폭발 핵합성 이론이 위기를 맞았다는 말이 나돌았다. 하지만 추가적인 보다 정밀한 관찰을 통해 대폭발 이론이 여전히 유효하다고 믿게 되었다.

### 중수소
중수소는 어떠한 면에서는 헬륨-4와 정반대이다. 즉 헬륨-4는 매우 안정하며 부수기 힘든 반면에, 중수소는 불안정하며 매우 쉽게 부서진다. 헬륨-4는 매우 안정하기 때문에, 두 중수소 핵이 헬륨-4를 합성하려는 강한 경향이 있다. 대폭발 핵합성 과정에서 우주에 존재하는 모든 중수소가 헬륨-4로 합성되지 않은 이유는 우주의 팽창이 우주를 급격히 냉각시켰기 때문이며, 모든 변환이 일어나기 전에 변환 과정을 중단시켜 버렸기 때문이다. 여기에서 유추할 수 있는 하나는, 헬륨-4와는 달리, 중수소의 양은 초기 조건에 매우 민감하다는 것이다. 우주의 밀도가 높으면 높을 수록 우주가 식기 이전에 보다 많은 중수소가 헬륨-4로 변했을 것이며, 따라서 보다 적은 중수소가 남아있을 것이라는 것이다.
대폭발을 제외하고는 상당한 양의 중수소를 생성할 만한 핵합성 과정은 존재하지 않는다. 따라서, 중수소의 양을 관측함으로써 우주는 영원히 존재해 왔던 것이 아니며, 대폭발 이론이 옳다는 것을 검증할 수 있다.
1970년대 중반, 대폭발 이외에 중수소를 추가적으로 생성하는 핵합성 과정을 찾아내기 위한 대규모의 연구가 있었다. 이러한 연구가 시도된 이유는, 중수소의 우주 분포 정도는 대폭발 이론에 부합하는 반면, 우주 대부분은 양성자 및 중성자로 구성되어 있다는 가설에 부합하기에는 너무 높은 중수소의 양을 보였기 때문이었다.
중수소의 관측과 우주의 팽창률 사이의 괴리를 설명하기 위해서 중수소를 생성하는 다른 핵과정을 찾기 위한 노력이 있었다. 10년간의 노력 끝에, 이러한 과정은 없을 것이라는 결론에 도달했으며, 대신 우주는 중입자로 구성된 것이 아니라 암흑 물질로 구성되어 있다는 것으로 우주 모형이 바뀌게 되었다.
핵융합을 통해 중수소를 생성하는 다른 과정이 존재한다고 가정하는 것은 매우 어렵다. 이러한 과정이 발생하기 위해서는 중수소 합성에 필요한 만큼 온도가 높아야 하지만, 헬륨-4를 생성할 정도로 높아서는 안 된다. 또한 수 분 이내에 추가적인 핵합성이 중단되도록 온도가 떨어져야만 한다. 이와 더불어 중수소가 다른 원소로 합쳐지기 전에 멀리 흩어져야만 한다.
핵분열을 통해 중수소를 만들어 내는 것은 역시 어렵다. 여기서의 문제는 중수소가 불안정하다는 것이다. 1970년대 중반, 우주선 파쇄를 통해 중수소를 만들려는 시도가 있었다. 하지만 이 과정은 중수소를 생성하지 못했으며, 대신 예상 밖의 다른 가벼운 원소를 생성하였다.

## 대폭발 핵합성의 현재와 의미
대폭발 핵합성은 중수소. 헬륨-3, 헬륨-4, 리튬-7 등의 이른바 가벼운 원소를 생성하는 것에 대한 구체적인 수학 모형을 제시해준다. 특히, 대폭발 핵합성 이론은 원시 우주에서의 각 원소의 양에 대한 정확하고도 정량적인 계산을 가능하게 해준다.
위에서 언급한 바와 같이, 대폭발 핵합성의 표준 모형에서, 가벼운 원소의 생성은 중입자와 광자의 비율에 의존한다. 우주가 균일하기 때문에, 우주는 유일한 중입자-광자 비율을 가진다. 즉, 대폭발 핵합성 이론이 정확하다면, 가벼운 원소의 관측 결과가 단 하나의 중입자-광자 비율로 설명될 수 있어야 한다. 혹은 관측 및 예측에서 약간의 부정확함을 인정한다고 하더라도, 모든 관측 결과를 설명할 수 있는 일정 범위의 중입자-광자 비율이 존재해야 한다.
현재, 이러한 비율은 존재한다고 알려져 있다. 어느 정도의 이론 혹은 관측에서의 불분명한 요소를 고려할 때, 대폭발 핵합성 이론에서 추정한 가벼운 원소의 양과 관측으로 얻은 값은 일정 범위의 중입자-광자 값에 부합한다. 이렇게 이론과 관측이 일치한다는 것은 간단한 일이 아니며, 현대 우주학의 쾌거이다. 즉 140 억년이나 된 현재의 우주를 과거로, 다시 말해 우주 탄생 후 단 1초로 돌려서 그 당시의 상황을 추정하였고, 그 추정이 관측 결과와 부합된다는 것이다.

## 비표준 대폭발 핵합성 모형
대폭발 핵합성의 표준 모형이외에도, 비표준 모형이 존재한다. 비표준 모형 역시 대폭발을 가정하지만, 대폭발이 원소의 비율에 미친 영향을 설명하기 위해 추가적인 물리 모형을 사용한다. 이러한 추가적인 물리 모형은 균질성(영어:  homogeneity) 가정을 약화시키거나 아예 균질성을 가정하지 않기도 하며, 또한 무거운 비활성 중성미자와 같은 새로운 입자를 포함하기도 한다.
이러한 비표준 모형을 지속적으로 연구하는 여러 이유가 있다. 첫째 이유는, 역사적인 것으로, 대폭발 이론에서의 예측과 관측간의 불일치를 해결하기 위해서이다. 하지만 표준 모형에서의 이러한 불일치는 이후의 관측에 의해 해소되었다. 두 번째 이유는 21세기 초반의 비표준 대폭발 핵합성 연구의 주된 목적으로, 미지의 사항 혹은 가정에 대해 제한을 두기 위해 대폭발 핵합성을 사용하는 것이다. 예를 들어, 표준 대폭발 핵합성은 핵합성시에 어떠한 가상의 별난입자(exotic particle)도 가정하지 않는다. 대신, 비표준 모형에서는 무거운 중성미자와 같은 가상 입자를 넣어서 대폭발 핵합성이 계산할 수 있는 시간 이전에 무엇이 일어났는지를 추정할 수 있다. 이러한 가정은 안정한 타우온의 질량에 제한을 가하는 등에 효과적으로 쓰인다.

## 같이 보기
- 대폭발
- 우주의 역사
- 핵합성
- 항성 핵합성
- 우주의 종말